# حراق
.

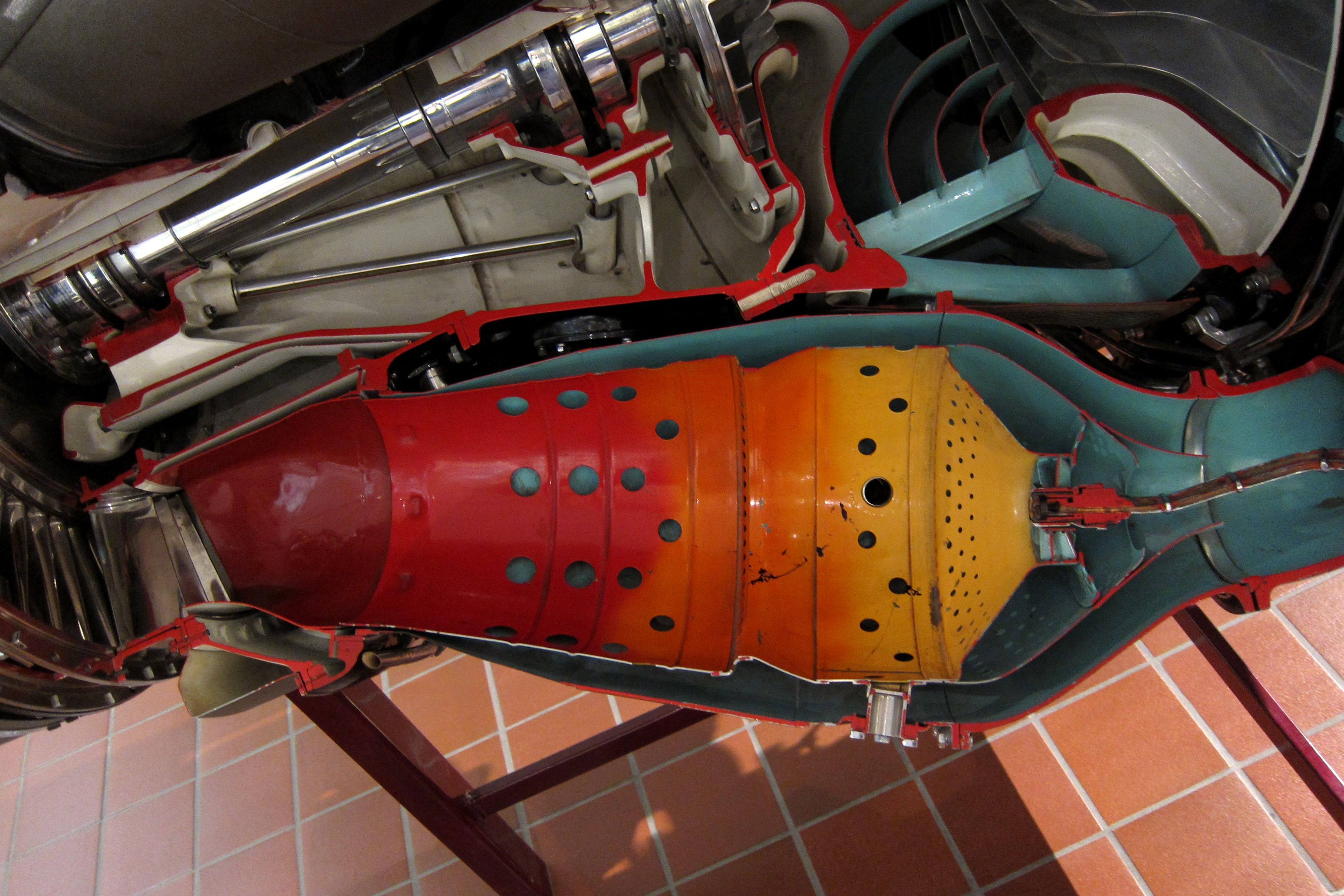
الحراق في محرك رولز رويس نين النفاث

الحرّاق هو مكوّن من مكونات المحركات النفاثة في العنفة التوربينية الغازية أو المحرك النفاث التضاغطي أو المحرك النفاث الفرطي حيث يحدث الاحتراق. ويسمى نظير هذا الموضع في محرك الاحتراق الداخلي باسم حجرة الاحتراق.
يقوم الحراق بتزويد الطاقة من أجل تحريك العنفات، ويساهم الغاز العادم الناتج بسرعة مرتفعة في عمليات الدفع النفاث.